# Mikołaj Patejuk

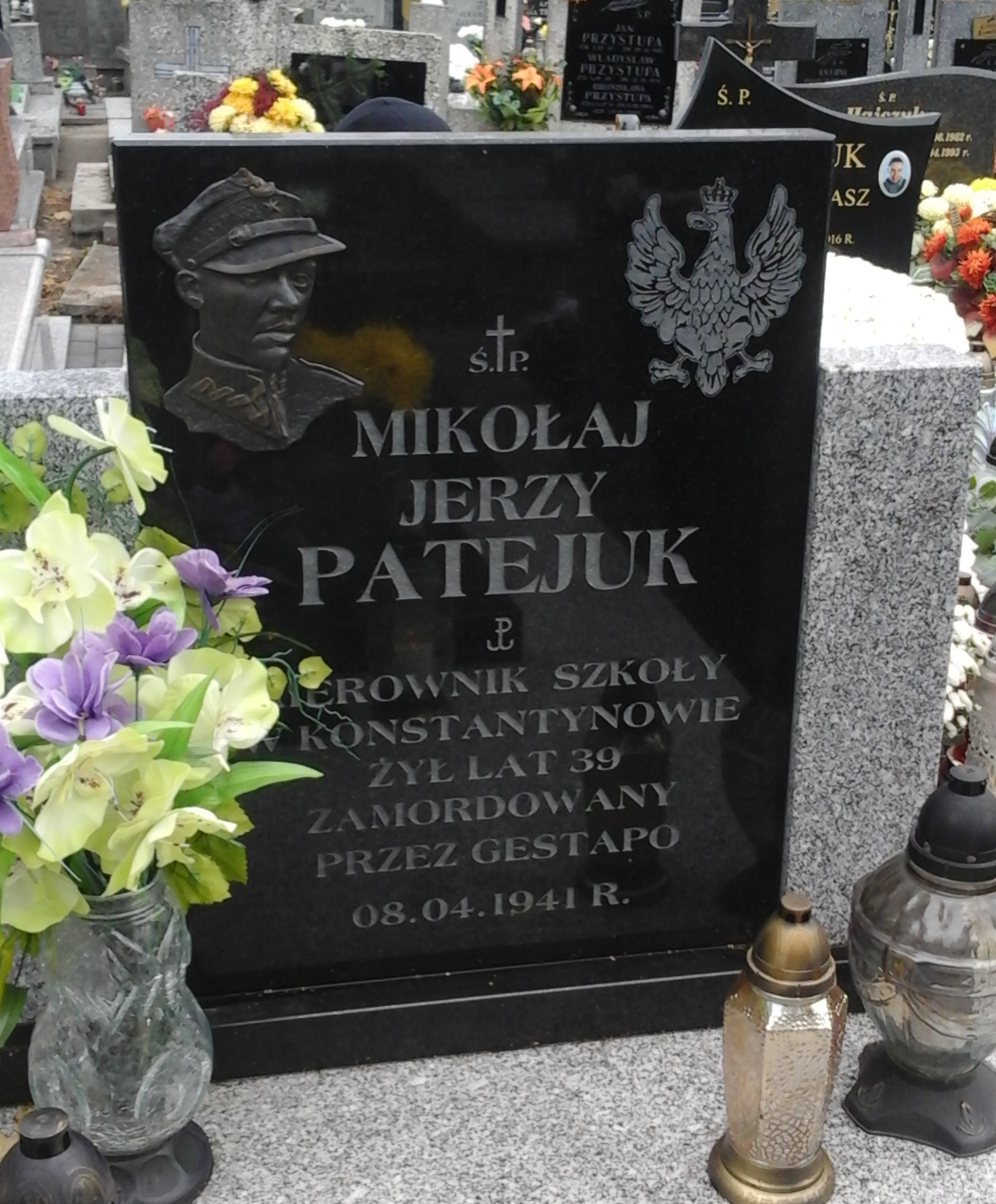
Tablica nagrobna ppor. Mikołaja Patejuka na cmentarzu w Białej Podlaskiej

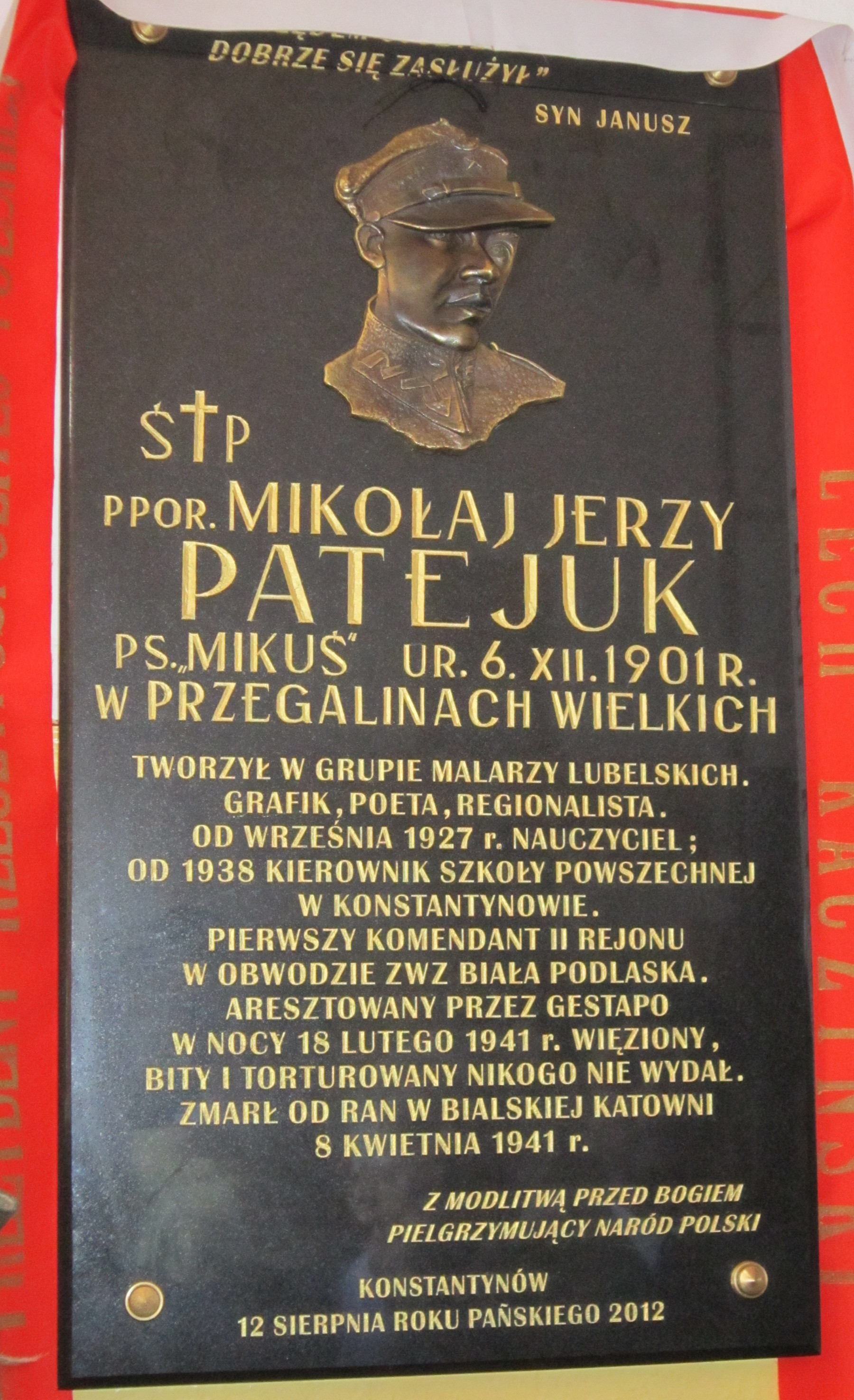
Tablica upamiętniająca ppor. Mikołaja Jerzego Patejuka w kościele św. Elżbiety w Konstantynowie

Mikołaj Jerzy Patejuk, ps. „Mikuś” (ur. 6 grudnia 1901 w Przegalinach Dużych, zm. 8 kwietnia 1941 w Białej Podlaskiej) – polski nauczyciel, malarz, działacz konspiracyjny, kierownik Publicznej Szkoły Powszechnej Nr 2 w Konstantynowie nad Bugiem, pierwszy komendant II Rejonu ZWZ w obwodzie Biała Podlaska.

## Życiorys
Mikołaj Patejuk urodził się 6 grudnia 1901 we wsi Przegaliny Duże. Po ukończeniu szkoły powszechnej oraz dwuletnich kursów gospodarstwa wiejskiego (1917-1919) rozpoczął naukę w Państwowym Seminarium Nauczycielskim w Leśnej Podlaskiej. Ukończył je z wyróżnieniem w 1924 r. W okresie od września 1924 r. do sierpnia 1926 r. był nauczycielem w Szkole Ćwiczeń zorganizowanej i prowadzonej przy Seminarium Nauczycielskim w Leśnej Podlaskiej. Następnie pracował w szkole powszechnej w Walentynowie (gmina Krzczonów), a od września 1927 roku w szkole powszechnej w Konstantynowie.
W roku 1928 poślubił Jadwigę Majewską, również absolwentkę Seminarium Nauczycielskiego w Leśnej Podlaskiej, z którą miał dwoje dzieci.
W latach 1930–1934 studiował w Wolnej Szkole Malarstwa i Rysunku im. L. Mehofferowej w Lublinie otrzymując w 1934 roku dyplom ukończenia tej szkoły. Następnie podjął studia zaoczne w Instytucie Pedagogicznym ZNP, które ukończył w 1939 r. uzyskując dyplom magistra. Z dniem 1 września 1938 roku został mianowany kierownikiem Publicznej Szkoły Powszechnej Nr 2 w Konstantynowie nad Bugiem.
Od młodych lat brał udział w walkach o niepodległość Polski. W okresie od 5 kwietnia 1917 do 11 listopada 1918 r. był czynnym członkiem POW. Od sierpnia do 19 września 1920 r. służył jako ochotnik w 34 pp. W 1932 r. otrzymał stopień podporucznika piechoty. W czasie wojny obronnej Polski 1939 r. był oficerem 95 pp wchodzącym w skład Armii „Prusy”. Po klęsce wrześniowej zaangażował się w tworzenie zbrojnego oporu wobec okupanta oraz działalność konspiracyjną. Był jednym z organizatorów Związku Walki Zbrojnej na Południowym Podlasiu i jako podporucznik rezerwy sprawował funkcję komendanta Regionu II w obwodzie ZWZ Biała Podlaska obejmującego obszar gmin Hołowczyce, Konstantynów i Leśna Podlaska.
Aresztowany przez Niemców w nocy 18 lutego 1941 r. został osadzony w więzieniu Gestapo przy ulicy Dreszera 17 w Białej Podlaskiej. Wielokrotnie bity i torturowany nie zdradził żadnej tajemnicy konspiracyjnej i nikogo nie wydał. Dnia 8 kwietnia 1941 r. zmarł w więziennej celi na skutek obrażeń odniesionych podczas przesłuchania. Został pochowany na cmentarzu rzymskokatolickim w Białej Podlaskiej.

## Upamiętnienie
12 sierpnia 2012 w kościele parafialnym pw. św. Elżbiety w Konstantynowie, z inicjatywy lokalnej społeczności, została odsłonięta tablica upamiętniająca ppor. Mikołaja Jerzego Patejuka.